# أحمد دحام
أحمد دحام كريم، (12 أكتوبر 1965 - 29 ديسمبر 2021) لاعب ومدرب كرة قدم عراقي سابق، كان لاعباً لنادي الرشيد والكرخ والطلبة والقوة الجوية العراقي وشارك مع منتخب بلاده لكأس آسيا 1996 بالإمارات، وبعد اعتزاله الدولي درب عدة أندية ومنها نادي البقعة الأردني.

## وفاته
توفي يوم الأربعاء 25 جمادى الأولى 1443 هجريًّا الموافق 29 ديسمبر 2021 ميلاديًّا عن عمر ناهز 54 عامًا، بعد تعرضه لأزمة قلبية أثناء إلقائه محاضرة لفريق المصافي، وقد نعاه وزير الشباب والرياضة العراقية عدنان درجال في تغريدة عبر حسابه على تويتر جاء فيها: «بقلوب مؤمنة وراضية بقضاء الله وقدره ننعى لاعب المنتخب الوطني السابق بكرة القدم والمدرب الحالي الكابتن احمد دحام والذي انتقل إلى رحمة الله تعالى اثر نوبة قلبية مفاجئة، فقد كان الفقيد مثالا للرياضي الخلوق والمثابر، انا لله وانا اليه راجعون»

## وصلة خارجية
- أحمد دحام على موقع الاتحاد الدولي (مؤرشف)  (الإنجليزية)
- أحمد دحام على موقع قاعدة بيانات كرة القدم.إي يو (الإنجليزية)
- أحمد دحام على موقع ناشيونال فوتبول تيمز (الإنجليزية)
- أحمد دحام على موقع عالم كرة القدم.نت (الإنجليزية)